# Ван Поппель, Данни
Данни ван Поппель (нидерл. Danny van Poppel; род. 26 июля 1993 в Утрехте, Нидерланды) — нидерландский профессиональный шоссейный велогонщик, выступающий c 2018 года за команду Мирового тура «Jumbo-Visma». Победитель этапа на Вуэльте Испании 2015 года.

## Семья
Данни Ван Поппель родился в велосипедной семье. Его мать — Леонтин Ван дер Линден (Leontien van der Lienden), участница Олимпийских игр 1984 года в Лос-Анджелесе, где в групповой гонке на шоссе заняла 28 место, также Леонтьен неоднократный призёр Чемпионата Нидерландов в группой гонке; отец — Жан-Поль Ван Поппель (Jean-Paul van Poppel) многократный победитель этапов на Тур де Франс, Джиро д'Италия, Вуэльте Испании. Мачеха Данни также велогонщица — чемпионка Нидерландов по велокроссу 2008 года Мирьям Мелхерс-Ван Поппель (Mirjam Melchers-van Poppel). Кроме того, у спортсмена есть старший брат — Бой ван Поппель (род. 1988), который выступает в команде «Trek-Segafredo» и старшая сестра Ким Ван Поппель (род. 1990) — чемпионка Нидерландов по велокроссу 2006 года в категории дебютанток.

## Карьера
Свою профессиональную карьеру Данни Ван Поппель начинал в велокроссе. В 2009 году он стал чемпионом Нидерландов по велокроссу в категории дебютантов. А в 2011 году выиграл золотую медаль в аналогичном соревновании, но в юниорской категории.
В 2012 году спорртсмен подписал свой первый профессиональный контрант — с проконтинентальной шоссейной командой Rabobank Continental Team. Самый крупный успех Данни Ван Поппеля в этой команде — победа на 1 этапе Вуэльты Кастилии и Лиона.
В 2013 году он сменил команду на Vacansoleil-DCM и впервые принял участие в Тур де Франс. Молодому спортсмену удалось проехать 16 этапов и по итогам одного из них занять третье место, проиграв в финишном спурте только Марселю Киттелю и Александру Кристоффу.
В 2014—2015 годах выступал за американскую Trek Factory Racing. Среди его успехов победа в прологе Тура Люксембурга (2014), две победы на этапах Тура Валони (2015), бронзовая медаль чемпионата Нидерландов-2015 в групповой гонке на шоссе и самый крупный успех — победа на 12 этапе Вуэльты Испании.
С 2018 года Ван Поппель-младший выступает за Jumbo-Visma.

## Достижения
2012
1-й — Этап 1 Вуэльта Леона
1-й — Этапы 1 (КГ), 2 и 5 Тур Тюрингии U23
2-й Истриан Сприн Трофи
2013
2-й Восьмёрка Хама
3-й Хандзаме Классик
2014
1-й — Пролог Тур Люксембурга
3-й Схелдепрейс
3-й Гран-при Ефа Схеренса
1-й — Этап 1 Три дня Западной Фландрии
2015
1-й — Этап 12 Вуэльты Испании
1-й — Этап 2 Три дня Западной Фландрии
2-й Гран-при Пино Черами
3-й Чемпионат Нидерландов в групповой гонке
3-й Гран-при Жан-Пьера Монсере
Тур Валлонии
1-й  Очковая классификация
1-й — Этапы 2 и 5
2016
Вуэльта Бургоса
1-й  Очковая классификация
1-й — Этапы 1 и 3
1-й — Этап 2 Тур Йоркшира
1-й — Этап 2 Арктическая гонка Норвегии
1-й  Спринтерская классификация Три дня Де-Панне
3-й Восьмёрка Хама
4-й Классика Гамбурга
2017
1-й — Пролог Хералд Сан Тур
1-й — Этап 5 Тур Польши
2018
1-й Халле — Ингойгем
1-й Бенш — Шиме — Бенш
1-й — Этап 1 Вуэльта Валенсии
2-й Чемпионат Нидерландов в групповой гонке
2-й Классика Альмерии
3-й Фаменн Арденн Классик
2019
5-й Гент — Вевельгем
7-й Дварс дор Фландерен

## Статистика выступлений

### Гранд-туры
| Гонка           | 2013 | 2014 | 2015 | 2016 | 2017 | 2018 |
| --------------- | ---- | ---- | ---- | ---- | ---- | ---- |
| Джиро д'Италия  | —    | —    | —    | —    | —    | 121  |
| Тур де Франс    | НФ   | НФ   | —    | —    | —    |      |
| Вуэльта Испании | —    | —    | 141  | —    | —    |      |